# Neoptòlem

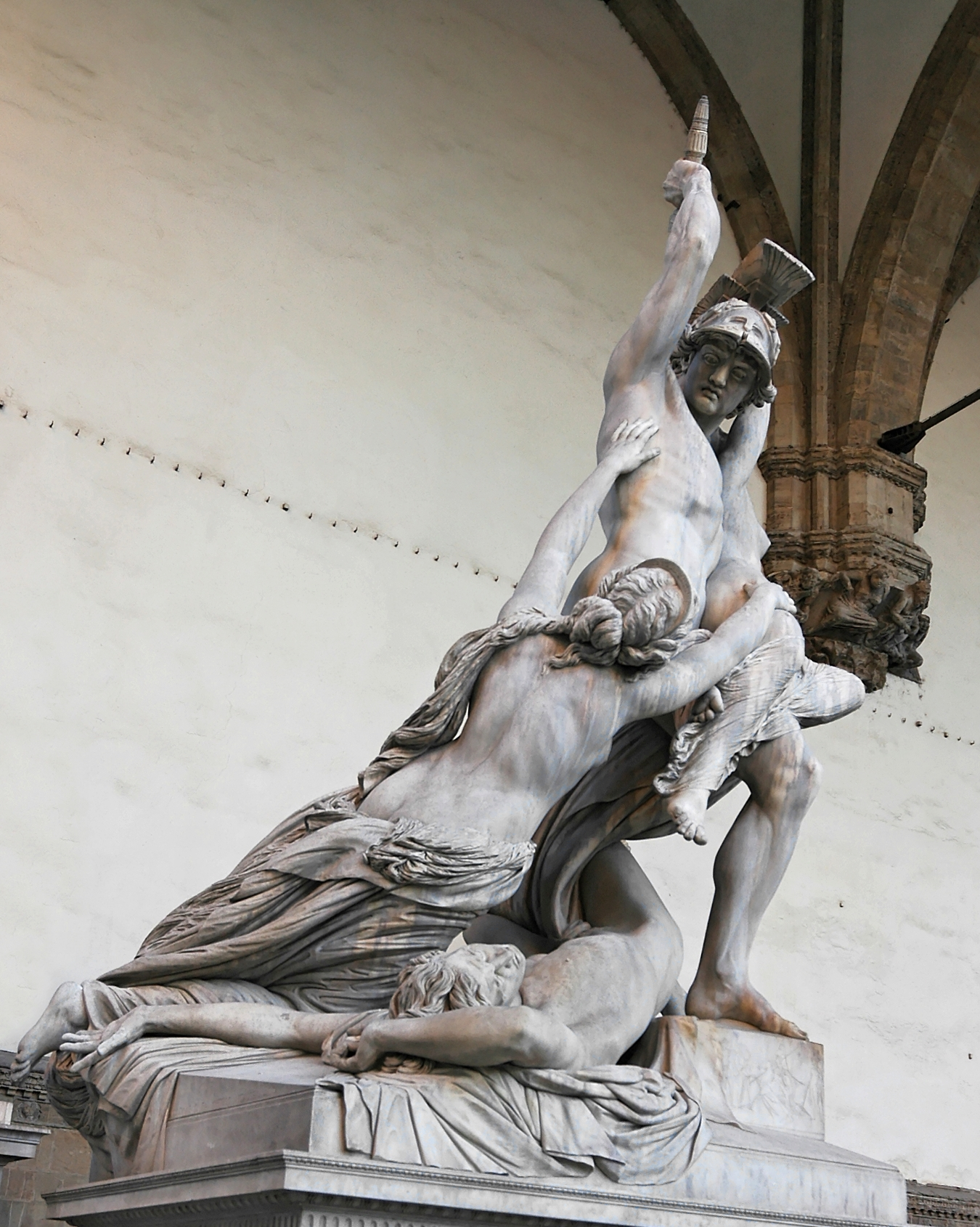
Neoptòlem assassina Políxena, de Pio Fedi

|  | Aquest article tracta sobre el fill de l'heroi Aquil·les i llegendari rei de l'Epir. Vegeu-ne altres significats a «Neoptòlem (desambiguació)». |

Segons la mitologia grega, Neoptòlem (en grec antic Νεοπτόλεμος -έμου; en llatí: Nĕoptŏlĕmus -ī) fou un heroi grec fill del mític Aquil·les, que participà en la Guerra de Troia, assassinà el Rei Príam i fou el primer rei de l'Epir.

## Profecia d'Aquil·les
La nimfa Tetis va tenir un fill anomenat Aquil·les qui, segons una profecia, havia de morir en una gran guerra. Quan va esclatar la Guerra de Troia, la nimfa va amagar el seu fill a la cort del rei d'Esciros, Licomedes.
Allà el jove grec va enamorar-se de Deidamia, una de les set filles del rei i van casar-se, però poc després Aquil·les fou finalment convençut d'apuntar-se a la guerra i va abandonar la seva esposa. Mesos després a la parella els naixia un fill, Neoptòlem. En un principi el nom del nadó fou Pirros (en grec Πύῤῥος Pyrrhus), ja que durant el temps que el seu pare s'amagà a Esciros es feu passar per una dona anomenada Pirra.

## Neoptòlem a Troia
Durant el setge de Troia, els grecs van capturar el príncep troià Helen, famós endeví. Aquest els va dir que no capturarien la ciutat fins que no es complissin tres condicions; que aconseguissin les fletxes emmetzinades d'Hèracles, robessin el Pal·ladi i el fill d'Aquil·les entrés en batalla.
Així fou com Odisseu va deixar Troia i va viatjar fins a Esciros, on va convèncer Neoptòlem d'allistar-se a la Guerra de Troia. Només tenia deu anys, però ja era tot un guerrer, a més tingué el mateix conseller que el seu pare, el lleial Fènix. Va ser un dels grecs que es van amagar al ventre del Cavall de Troia. Durant el saqueig de la ciutat, va decapitar el rei Príam davant la seva dona Hècuba, i va portar el cos a la tomba del seu pare, on el deixà sense sepultura i on assassinà la princesa Políxena. També va matar el fill d'Hèctor, Astíanax, i va capturar com a esclaus la dona d'Hèctor, Andròmaca, i el germà d'Hèctor, Helen. Segons Homer i Virgili Neoptòlem tenia al seu costat a Automedont, l'auriga, que ja ho havia estat del seu pare.

## Rei de l'Epir
Després de la Guerra de Troia, Neoptòlem va viatjar fins a la regió de l'Epir enduent-se amb ell a la seva concubina Andròmaca, el seu conseller Fènix i el seu esclau Helen. Un cop allà la seva fama va créixer fins al punt que fou coronat com a rei de l'Epir pels molossos. Una tradició que recull Plutarc, diu que va segrestar per la força a Leonassa, sacerdotessa del temple de Zeus a Dodona i es va casar amb ella. Segons Plutarc, van tenir un fill anomenat Pirros. Cap al 200 aC, el mitògraf Lisímac, explicava que Leonassa va tenir vuit fills amb Neoptòlem: Argos, Pèrgam, Dorieu, Pàndar, Euríloc, Eros, Dànae i Troas, tots ells herois i heroïnes que generalment tenen altres ascendències.
Va mantenir relacions amb la seva esclava Andròmaca, de les quals en van néixer tres fills:
- Molós, rei de l'Epir
- Píel
- Pèrgam

## Mort de Neoptòlem
Temps després es va casar amb Hermione, filla dels reis d'Esparta Menelau i Helena.
Passaven els anys i no podien tenir fills, aleshores va pensar que, igual que amb la mort del seu pare Aquil·les, el déu Apol·lo hi tenia quelcom a veure. Un dia va anar a un temple del déu i el va incendiar, com a venjança.
Existeixen dues versions de la seva mort:
- la primera explica que un servent del temple d'Apol·lo, per venjança, va agafar una destral i va matar Neoptòlem.
- la segona diu que Orestes (fill d'Agamèmnon) el va fer matar perquè li havien promès Hermione a ell abans que el seu oncle Menelau anés a Troia.